# 安布勒 (阿拉斯加州)
安布勒（英語：Ambler），是美国阿拉斯加州的一座城市。该市的人口在2000年为309人，2010年有258人。人口在阿拉斯加州排行第92。